# St Martin-in-the-Fields

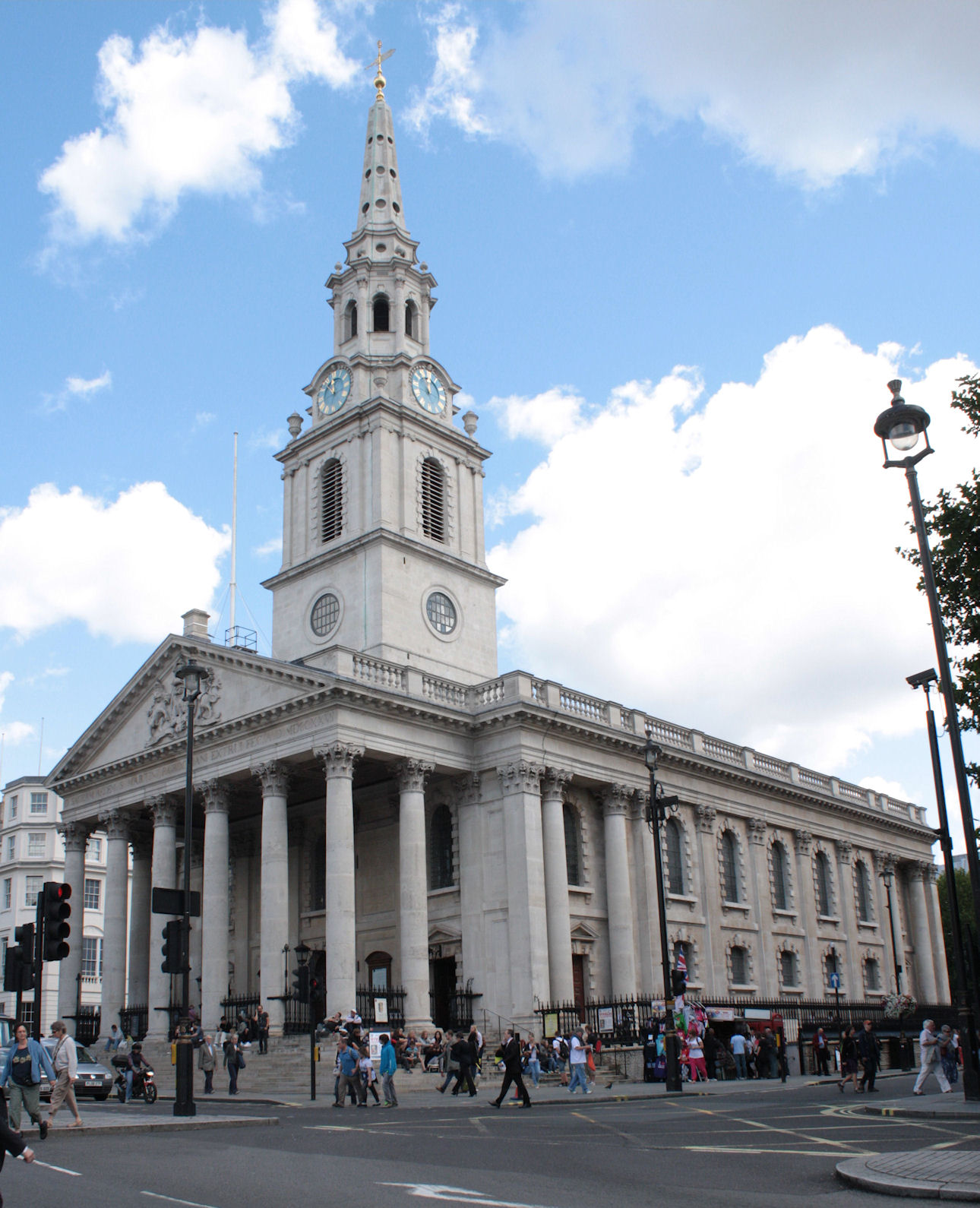
St Martin-in-the-Fields em 2011

St Martin-in-the-Fields é uma igreja anglicana localizada no canto nordeste da Trafalgar Square, na Cidade de Westminster, Londres. É dedicada a São Martinho de Tours. Houve uma igreja no local desde o período medieval. O presente edifício foi construído em um projeto neoclássico por James Gibbs entre 1722 e 1726.

## História

### Era romana

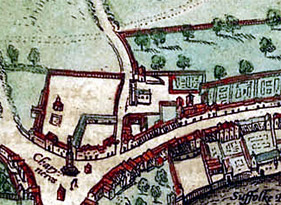
St Martin-in-the-Fields e a Charing Cross, por volta de 1562

Escavações no local em 2006 levaram à descoberta de um túmulo por volta de 410 d.C. O local fica fora dos limites da Londres romana (como era a prática romana usual para enterros), mas é particularmente interessante por estar tão longe (1,6 km da Ludgate), e isso está levando a uma reavaliação da importância de Westminster naquele momento. Alguns consideram que o enterro marca um centro cristão da época (possivelmente reutilizando o local ou a construção de um templo pagão[carece de fontes?]).

### Período medieval
A referência mais antiga existente à igreja é de 1222, com uma disputa entre o abade de Westminster e o bispo de Londres sobre quem tinha controle sobre ela. O arcebispo da Cantuária decidiu a favor de Westminster, e os monges da Abadia de Westminster começaram a usá-la.
Henrique VIII reconstruiu a igreja em 1542 para impedir que as vítimas da peste na região precisassem passar por seu Palácio de Whitehall. Nessa época, estava literalmente "nos campos", uma posição isolada entre as cidades de Westminster e Londres.

### Século XVII
No início do reinado de Jaime I, a igreja havia se tornado inadequada para o tamanho de sua congregação, devido ao grande aumento da população na área. Em 1606, o rei concedeu um hectare de terreno a oeste da St. Martin's Lane para um novo cemitério, e o edifício foi ampliado para o leste sobre o antigo cemitério, aumentando o comprimento da igreja em cerca de metade. Ao mesmo tempo, a igreja foi, na expressão da época, completamente "reparada e embelezada". Mais tarde, no século XVII, a capacidade aumentou ainda mais com a adição de galerias. A criação das novas paróquias de St. Anne, Soho e St. James, Piccadilly, e a abertura de uma capela na Oxenden Street também aliviou parte da pressão no espaço.
No início do século XVIII, a igreja era construída de tijolos, rebaixada, com fachadas de pedra. O telhado era de ladrilhos e havia uma torre de pedra, com contrafortes. O teto era ligeiramente arqueado, apoiado no que Edward Hatton descreveu como "Pilares da Toscana e ordens góticas modernas". O interior era revestido em carvalho a uma altura de 1,8 m, enquanto as galerias, nos lados norte, sul e oeste, eram pintadas. A igreja tinha cerca de 26 m de comprimento e 19 m de largura. A torre tinha cerca de 27 m de altura.
Vários notáveis foram enterrados nesta fase da igreja, incluindo Robert Boyle, Nell Gwyn, John Parkinson e Sir John Birkenhead.

### Reconstrução

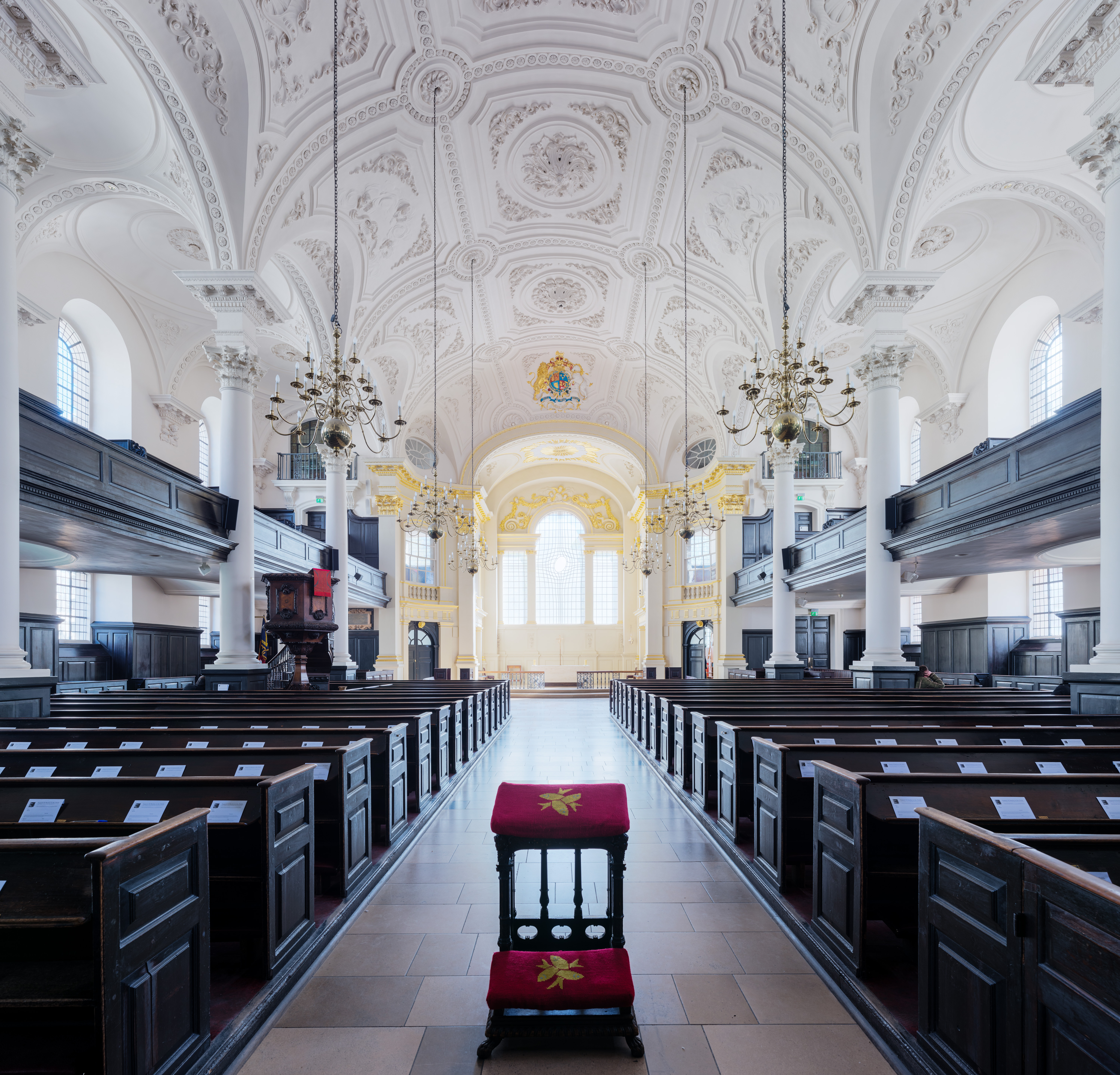
Interior do edifício

Uma pesquisa de 1710 descobriu que as paredes e o telhado estavam em estado de decadência. Em 1720, o Parlamento aprovou uma lei para a reconstrução da igreja, permitindo uma quantia de até 22 mil libras, a ser aumentada em uma taxa pelos paroquianos. Uma igreja temporária foi erguida parcialmente no cemitério da igreja e parcialmente no terreno da Lancaster Court. Foram colocados anúncios nos jornais de que corpos e monumentos daqueles enterrados na igreja ou no cemitério poderiam ser levados para reintegração por parentes.

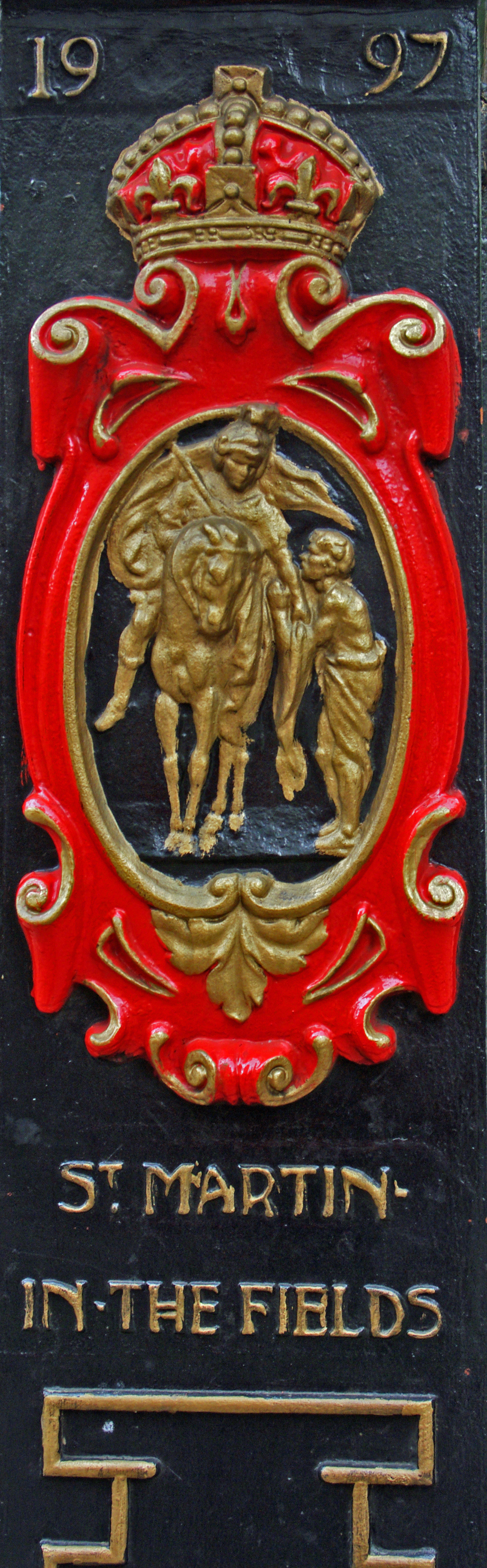
Detalhe do poste de luz, Londres, Reino Unido

Os comissários de reconstrução selecionaram James Gibbs para projetar a nova igreja. Sua primeira sugestão foi para uma igreja com nave circular e teto abobadado, mas os comissários consideraram esse esquema muito caro. Gibbs então produziu um plano retilíneo mais simples, que eles aprovaram. A pedra fundamental foi lançada em 19 de março de 1722 e a última pedra da torre foi colocada em posição em dezembro de 1724. O custo total foi de £ 33 661, incluindo as taxas do arquiteto.
A frente oeste de St Martin's tem um pórtico com frontão apoiado por uma ordem gigante de colunas coríntias, com seis de largura. A ordem é continuada em torno do edifício por pilastras. Ao projetar a igreja, o arquiteto baseou-se nas obras de Christopher Wren, mas afastou-se da prática deste em sua integração da torre na igreja. Em vez de considerá-lo um complemento ao corpo principal do edifício, ele o construiu dentro da parede oeste, de modo que ergue-se acima do telhado, imediatamente atrás do pórtico, um arranjo também usado por John James em São Jorge na Praça Hanôver (concluída em 1724), embora a torre de James seja muito menos ambiciosa. A torre do edifício se eleva 59 metros acima do nível do chão da igreja.
A igreja é de planta retangular, com a nave de cinco baias dividida dos corredores por arcadas de colunas coríntias. Existem galerias nos dois corredores e no extremo oeste. O teto da nave é uma abóbada achatada, dividida em painéis por nervuras. Os painéis são decorados em estuque com querubins, nuvens, conchas e trabalhos em pergaminho, executados por Giuseppe Artari e Giovanni Bagutti.
Até a criação da Trafalgar Square, na década de 1820, a igreja de Gibbs estava lotada por outros edifícios. J. P. Malcolm, escrevendo em 1807, disse que sua frente oeste "teria um grande efeito caso a casa de vigilância execrável e os galpões antes fossem removidos" e descreveu os lados da igreja como "perdidos nas cortes, onde as casas aproximam-se delas quase para entrar em contato".
O design foi amplamente criticado na época, mas posteriormente tornou-se famoso, sendo copiado de maneira particularmente ampla nos Estados Unidos. O design de 1730 da Igreja de Santo André na Praça, em Glasgow, foi inspirado por ela. Na Índia, a Igreja de Santo André, em Egmore, Madras (hoje Chennai), é baseada em St Martin-in-the-Fields, assim como a Igreja Reformada Holandesa em Cradock, na África do Sul.
Logo vários notáveis foram enterrados na nova igreja, incluindo o escultor emigrado Louis-François Roubiliac (que se estabelecera nesta área de Londres) e o fabricante de móveis Thomas Chippendale (cuja oficina ficava na mesma rua da igreja), junto com Jack Sheppard no cemitério adjacente. Este cemitério, situado ao sul da igreja, foi removido para dar lugar à Duncannon Street, construída no século XIX para fornecer acesso à recém-criada Trafalgar Square.
Antes de embarcar para a campanha no Oriente Médio, Edmund Allenby foi recebido pelo general Beauvoir De Lisle no Grosvenor Hotel e convenceu o general Allenby com profecias bíblicas sobre a libertação de Jerusalém. Ele disse ao britânico que a Bíblia cita que a cidade seria entregue naquele ano de 1917 e pela Grã-Bretanha. O general Beauvoir de Lisle estudara as profecias, quando estava prestes a pregar em St. Martin-in-the-Fields.

### Período recente

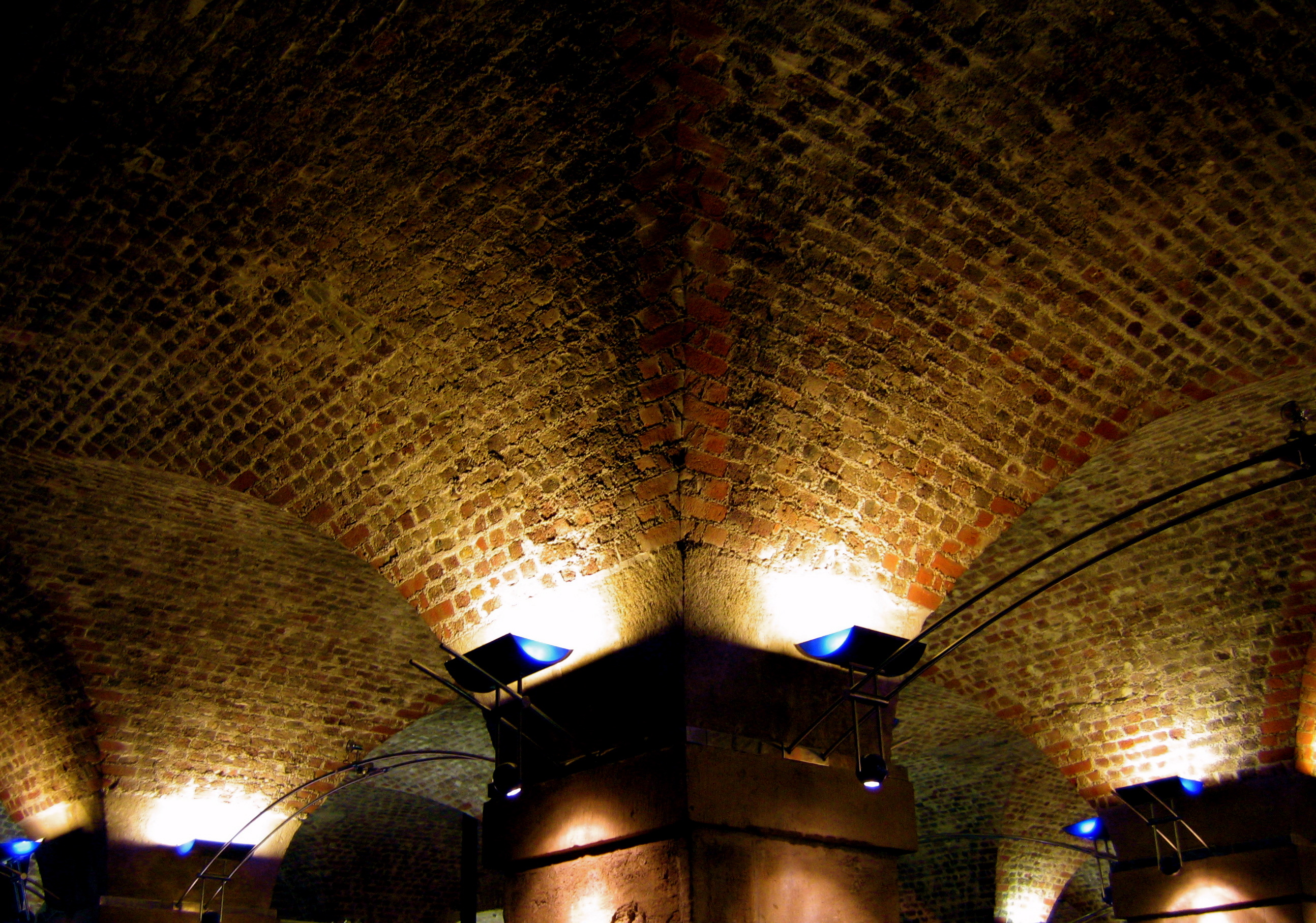
O teto do café na cripta

Devido à sua posição de destaque, é uma das igrejas mais famosas de Londres. Dick Sheppard, vigário de 1914 a 1927, que iniciou programas para os desabrigados da região, cunhou seu ethos como a "Igreja da Porta Sempre Aberta". Também é famosa por seu trabalho com jovens e sem-teto por meio da The Connection at St Martin-in-the-Fields, criada em 2003 através da fusão de dois programas que datam de 1948. A The Connection compartilha com o The Vicar's Relief Fund o dinheiro arrecadado anualmente pelo apelo de Natal Radio 4 Appeal, da BBC.
A cripta abriga um café que hospeda concertos de jazz cujos lucros apoiam os programas da igreja. A cripta também abriga o London Brass Rubbing Centre, estabelecido em 1975 como galeria de arte, livros e loja de presentes. Uma estátua de mármore em tamanho real de Henry Croft, o primeiro "Rei Perolado" de Londres, foi transferida para a cripta em 2002 de seu local original no cemitério de St Pancras.
Em janeiro de 2006, começaram as obras de um projeto de renovação de 36 milhões de libras. O projeto incluiu a renovação da própria igreja, bem como o fornecimento de instalações que abrangem sua cripta, uma fileira de edifícios ao norte e alguns novos espaços subterrâneos significativos. O financiamento incluiu uma doação de 15,35 milhões de libras do Heritage Lottery Fund. A igreja e a cripta reabriram no verão de 2008.
Doze sinos históricos, fundidos em 1725, estão incluídos no topo da torre Swan Bells em Perth, Austrália. O conjunto atual de doze sinos que substituiu os antigos, inaugurados em 1988, é tocado todos os domingos, das 9h às 10h, pela St Martin in the Fields Band of Bell Ringers.

## Na cultura popular
Estando em uma localização proeminente no centro de Londres, o exterior do edifício da igreja aparece frequentemente em filmes como Notting Hill, Enigma e programas de televisão, incluindo Doctor Who e Sherlock.
As referências à igreja ocorrem nos seguintes romances:
- 1908 – A Room with a View, de Edward Morgan Forster
- 1949 – Nineteen Eighty-Four, de George Orwell
- 1949 – The Parasites, de Daphne du Maurier
- 2012 – Winter of the World, de Ken Follett

Também há referências à igreja nos seguintes poemas:
- 1893 – "The Kingdom of God", de Francis Thompson
- 2009 – "Now traveller, whose journey passes through", de Andrew Motion

Pode ser a igreja de St Martin referida na canção de ninar conhecida como "Oranges and Lemons".

## Conexões com a realeza
Tem uma relação estreita com a família real britânica, de quem é igreja paroquial, assim como com a 10 Downing Street e o Almirantado.

## Alamedas
A igreja estabeleceu suas próprias esmolas e instituições de caridade em 21 de setembro de 1886. Os 19 curadores da igreja administravam esmolas para as mulheres e lhes davam uma bolsa semanal. As alamedas foram construídas em 1818, na Bayham Street (segundo projeto de Henry Hake Seward), em parte do cemitério paroquial de Camden Town e St Pancras, e substituiu as construídas em 1683.

## Caridade

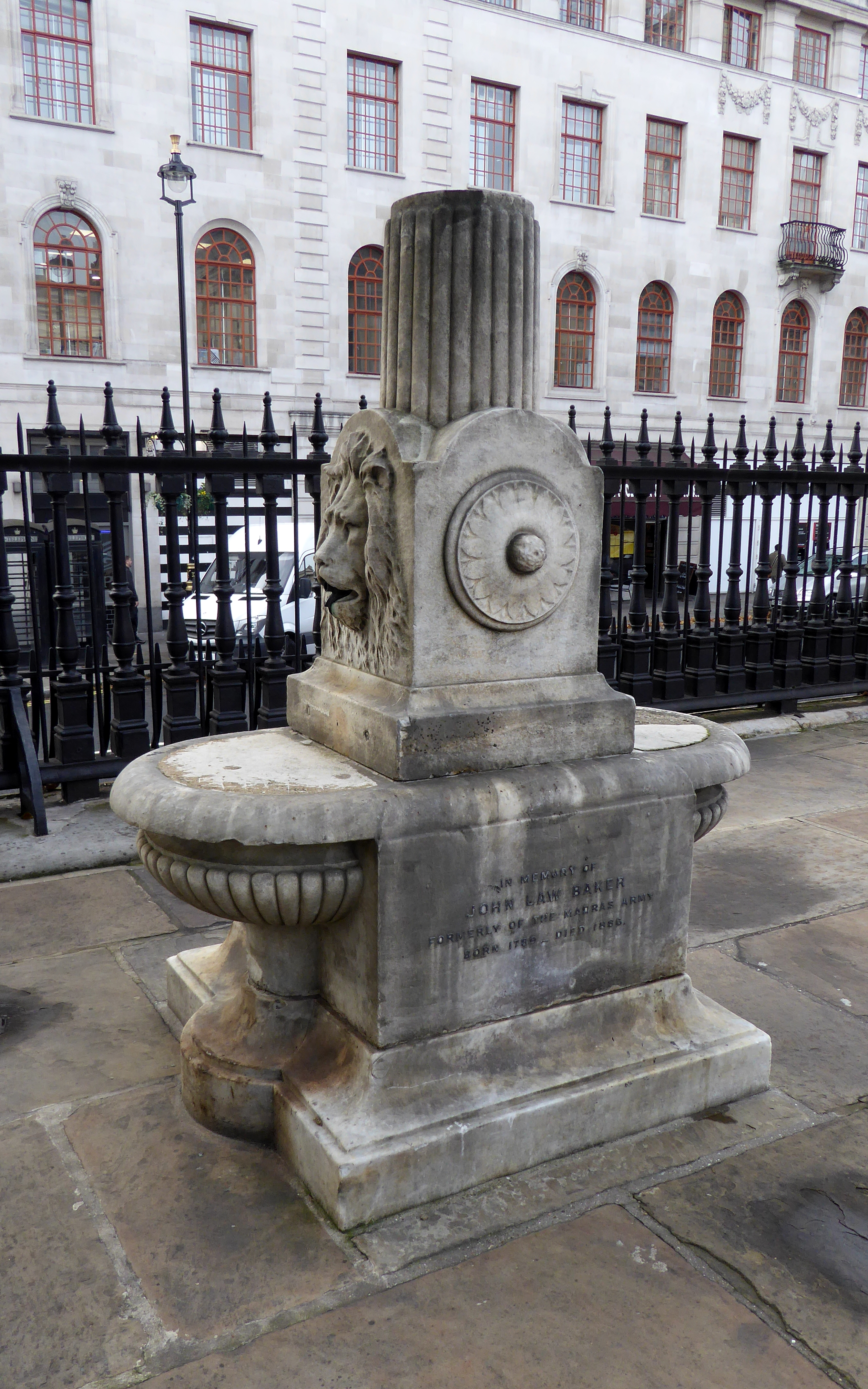
O bebedouro de John Law Baker fica no cemitério

A instituição de caridade St Martin-in-the-Fields apoia pessoas desabrigadas e vulneráveis. A igreja arrecadou dinheiro para pessoas vulneráveis em seu Apelo de Natal anual desde 1920 e em uma transmissão de rádio anual da BBC desde dezembro de 1927.
A Connection at St Martin's está localizada ao lado da igreja, e trabalha em estreita colaboração com a caridade da igreja. Ela apóia 4000 moradores de rua em Londres a cada ano, fornecendo acomodações, assistência médica e odontológica, treinamento de habilidades e atividades criativas.

## Vigários
- 1539: Edmund Watson
- 1539: Robert Beste
- 1554: Thomas Wells
- 1572: Robert Beste
- 1572: William Wells
- 1574: Thomas Langhorne
- 1574: William Ireland
- 1577: Christopher Hayward
- 1588: William Fisher
- 1591: Thomas Knight
- 1602: Thomas Mountford
- 1632: William Bray
- 1641: John Wincopp
- 1643: Thomas Strickland
- 1644–1648: Daniel Cawdry
- 1648: Gabriel Sangar
- 1661: Nicholas Hardy
- 1670: Thomas Lamplugh
- 1676: William Lloyd
- 1680: Thomas Tenison
- 1692: William Lancaster
- 1693: Nicholas Gouge[3]
- 1694–1716: William Lancaster
- 1716–1723: Thomas Green
- 1723–1756: Zachariah Pearce
- 1756–1776: Erasmus Saunders
- 1776–1812: Anthony Hamilton
- 1812–1824: Joseph Holden Pott
- 1824–1834: George Richards
- 1834–1848: Sir Henry Robert Dukinfield, Bart.
- 1848–1855: Henry Mackenzie[3]
- 1855–1886: William Gilson Humphry[3][20]
- 1886–1903: John Fenwick Kitto
- 1903–1914: Leonard Edmund Shelford
- 1914–1927: Hugh Richard Laurie Sheppard
- 1927–1940: William Patrick Glyn McCormick[3]
- 1941–1947: Eric Loveday
- 1948–1956: Lewis Mervyn Charles-Edwards
- 1956–1984: Austen Williams[21]
- 1985–1995: Geoffrey Brown
- 1995–2011: Nicholas Holtam (elevado a Bispo de Salisbury)[22]
- 2012–present: Samuel Wells

## Música
A igreja é conhecida por seus shows regulares à hora do almoço e à noite: muitos conjuntos se apresentam lá, incluindo a Academy of Saint Martin in the Fields, que foi co-fundada por sir Neville Marriner e John Churchill, ex-mestre de música na academia.

### Lista de organistas
Os organizadores incluem:
- John Weldon 1714–1736

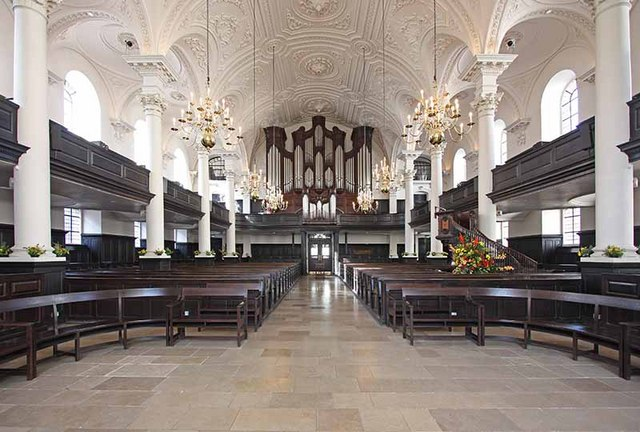
Extremo oeste e o órgão por J. W. Walker

- Joseph Kelway 1736–1781 (antigo organista de St Michael, Cornhill)
- Benjamin Cooke 1781–1793
- Robert Cooke 1793–1814 (filho de Benjamin Cooke)
- Thomas Forbes Gerrard Walmisley 1814–1854
- William Thomas Best 1852–1855?
- W.H. Adams, apontado em 1857
- H.W.A. Beale
- William John Kipps 1899–1924
- Martin Shaw 1920–1924
- Arnold Goldsborough 1924–1935
- John Alden 1935–1938
- Stanley Drummond Wolff 1938–1946
- John Churchill 1949–1967
- Eric Harrison  1967–1968
- Robert Vincent 1968–1977 (mais tarde organista da Catedral de Manchester)
- Christopher Stokes 1977–1989 (posteriormente Diretor de Música, St. Margaret's Westminster Abbey and Organist & Master of the Choristers Manchester Cathedral)
- Mark Stringer 1989–1996 (atualmente Diretor de Música, Escola da Catedral de Wells, Wells RU, desde abril de 2015; Diretor Executivo do Trinity College de Londres, 1997–2012; em algum momento Diretor de Música, Methodist Central Hall, Westminster)
- Paul Stubbings 1996–2001 (posteriormente Diretor de Música, St Mary's Music School, Edimburgo)
- Nick Danks 2001–2008
- Andrew Earis 2009 –

## Escola de St Martin
Em 1699, a igreja fundou uma escola para meninos pobres e menos afortunados, que mais tarde tornou-se uma escola para meninas. Era originalmente localizada na Charing Cross Road, perto da igreja. Ao mesmo tempo, era conhecida como Escola de Classe Média de St Martin para Meninas, e mais tarde foi renomeada para Escola Secundária de St Martin-in-the-Fields para Meninas. Foi realocada para seu local atual em Lambeth em 1928.
O crachá da escola mostra o homônimo São Martinho de Tours. O lema latino da escola, Caritate et disciplina, é traduzido como "Com amor e aprendizado". A escola é cristã, mas aceita meninas de todas as religiões.